# Joseph Rakotorahalahy
Joseph Rakotorahalahy, madagaskarsko-slovenski arhitekt, glasbenik in igralec, * 16. marec 1954, Madagaskar.

## Življenjepis
Joseph Rakotorahalahy, rojen na Madagaskarju je v svojih 20tih prišel v Ljubljano študirat arhitekturo. Vse svoje življenje se ukvarja s glasbo. Na Madagaskarju je bil član znane glasbene skupine Vahiné.
V obdobju priprave doktorata na temo Duhovnost v arhitekturi je bil asistent  na Fakulteti za arhitekturo v Ljubljani.

## Glasba
Z ukvarjanjem z glasbo je nadaljeval tudi v Sloveniji, in sicer kot avtor, samostojni izvajalec in kot glasbeni sodelavec mnogih priznanih glasbenikov.

## Filmografija
- 1979 Ubij me nežno (r. B. Hladnik) [3]